# Galambos
Galambos (ukránul: Голубине) település Ukrajnában, Kárpátalján, a Munkácsi járásban.

## Fekvése
Szolyva északi szomszédjában fekvő település.

## Nevének eredete
A Holubina helységnév ruszin eredetű, a голубъ ’galamb’ főnév -inъ birtoklást kifejező képzős alakjából keletkezett.
A névkezdő h hang ruszin névadókra utal. Mizser Lajos víznévből magyarázza, amit a nőnemű forma igazol, a név jelentése eszerint ’Galambos-víz (mellett fekvő falu)’ (MIZSER 2007d: 79). A magyar Galambos név tükörfordítás eredménye. 
1904-ben, a helységnévrendezés során jött létre.
A mai hivatalos ukrán Голубине a korábbi nőnemű formával ellentétben hímnemű alak, egy Голубине село~место ’Galambos falu~hely’
szerkezet alapján jött létre.

## Története
Galambos nevét 1430-ban Holobinna néven említették.
Későbbi névváltozatai: 1541-ben Holwbina (Conscr. Port.), 1543-ban Galwbÿna, 1546-ban Holubÿna, 1564-ben Golwbina, 1570-ben és 1630-ban Holubina, 1773-ban Holubina, Holubine (LexLoc. 53), 1808-ban, 1851-ben Holubina, 1877-ben Holubina, Holubinse
(Hnt.), 1913-ban Galambos, 1925-ben Holubinoje, Holubina, 1930-ban Holubinné, 1983-ban Голубине, Голубинoе (ZO).
A 2001-es népszámláláskor a településnek 2781 lakosa volt.